# Psyrassa megalops
Psyrassa megalops là một loài bọ cánh cứng trong họ Cerambycidae.